# Żarnówka (rejon brzostowicki)
Żarnówka (hist. Żarnówka Rządowa, Żarnówka Skarbowa; biał. Жорнаўка; ros. Жорновка) – wieś na Białorusi, w obwodzie grodzieńskim, w rejonie brzostowickim, w sielsowiecie Koniuchy.
W dwudziestoleciu międzywojennym wieś leżała w Polsce, w województwie białostockim, w powiecie grodzieńskim, w gminie Indura.
Według Powszechnego Spisu Ludności z 1921 roku wieś zamieszkiwały 84 osoby, 8 było wyznania rzymskokatolickiego, a 76 prawosławnego. Wszyscy mieszkańcy zadeklarowali białoruską przynależność narodową. Były tu 24 budynki mieszkalne.
Miejscowość należała do parafii rzymskokatolickiej i parafii prawosławnej w Indurze.
Podlegała pod Sąd Grodzki w Indurze i Okręgowy w Grodnie; właściwy urząd pocztowy mieścił się w Indurze.